# راننده مسابقه: گرید
راننده مسابقه: گرید (انگلیسی: Race Driver: Grid) یک بازی ویدئویی در سبک بازی ویدئویی کورسی است که توسط کدمسترز و در سال ۲۰۰۸ و در پلت‌فرم‌های ایکس‌باکس ۳۶۰، پلی‌استیشن ۳، مایکروسافت ویندوز، نینتندو دی‌اس، و مک‌اواس منتشر شده‌است.